# Bernhard Oswald

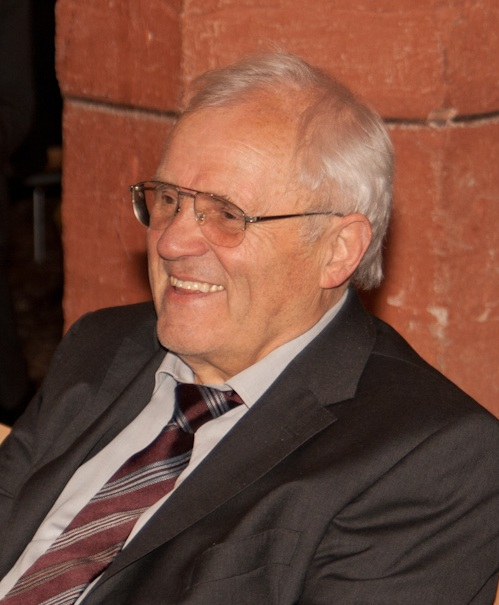
Bernhard Oswald (2010)

Bernhard Oswald (* 22. Oktober 1930 in Miltenberg; † 21. Dezember 2023) war ein deutscher Unternehmer.

## Leben
Nach fünf Jahren Volksschule besuchte Oswald zunächst die Oberrealschule für Jungen und ab 1947 das Humanistische Gymnasium in Miltenberg bis zum Abitur im Sommer 1950.
Nach dem Studium der Elektrotechnik an der TH Karlsruhe (heute Karlsruher Institut für Technologie) und ersten Berufsjahren bei Siemens in Nürnberg war Oswald zunächst in der Forschung tätig. Von 1959 bis 1961 arbeitete er am Max-Planck-Institut für Physik in München, dessen Direktor damals Werner Heisenberg war. Von dort wechselte er für neun Jahre als Leiter der Abteilung Magnetfeldtechnik zum Max-Planck-Institut für Plasmaphysik nach Garching, das ihm Aufenthalte am MIT, der Princeton University, dem Oak Ridge National Laboratory und in Los Alamos sowie in europäischen Forschungsinstituten, wie dem CERN und in Oxford ermöglichte.
1970 übernahm er die Leitung des elterlichen Familienbetriebes OSWALD Elektromotoren GmbH in Miltenberg, das kontinuierlich in die Forschung zur Magnetfeldtechnik für die Hochenergiephysik und Supraleitung investierte und dabei Forschungsinstitute aus Deutschland, Amerika und Russland zusammenführte. Sein besonderes Engagement galt dabei der Entwicklung supraleitender Elektromotoren. Für sein Lebenswerk und sein vielfältiges ehrenamtliches und kommunalpolitisches Engagement wurde er 2009 mit dem Verdienstkreuz 1. Klasse des Verdienstordens der Bundesrepublik Deutschland ausgezeichnet.

## Auszeichnungen
- 2001: Verdienstkreuz am Bande des Verdienstordens der Bundesrepublik Deutschland
- 2003: Award of Excellence: International PASREG Conference
- 2003: Bürgermedaille der Stadt Miltenberg
- 2008: Ehrenmitglied der IHK Aschaffenburg
- 2009: Verdienstkreuz 1. Klasse des Verdienstordens der Bundesrepublik Deutschland
- 2017: Umweltpreis der Bundesstiftung Umwelt[2]

## Schriften
- Die Frühgeschichte Miltenbergs bis zum Ende der Völkerwanderung, Miltenberg 2007, ISBN 978-3-980157-63-6
- Bernhard Oswald (Hrsg.): Lebenswege. Miltenberger Abiturienten 1950, Miltenberg 2007, ISBN 978-3-00-020445-6
- Bernhard Oswald (Hrsg.): Der Himmel auf Erden, Fresken und Altarbilder der Amorbacher Abteikirche, Miltenberg 2009, ISBN 978-3-937996-20-2
- Mehr Freiheit und Verantwortung, Miltenberg 2015, ISBN 978-3-937996-46-2
- Bernhard Oswald (Hrsg.): In den Himmel möchte jeder, aber später, Miltenbgerg 2016, ISBN 978-3-937996-52-3
- Bernhard Oswald (Hrsg.): Close to Heaven, Frescoes and altarpieces of Amorbach Abbey Church, Miltenberg 2017, ISBN 978-3-937996-60-8
- Bernhard Oswald (Hrsg.): Die Engel in der Amorbacher Abteikirche, Miltenberg 2017, ISBN 978-3-937996-63-9
- Bernhard Oswald (Hrsg.): Kirchen-Klöster-Burgen-Schlösser, Miltenberg 2019, ISBN 978-3-937996-68-4
- Zahlreiche Veröffentlichungen zu supraleitenden Elektromotoren, u. a. Proceedings der EUCAS- und ASC-Konferenzen